# 藤原脩範
藤原 脩範（ふじわら の ながのり）は、平安時代後期の公卿・歌人。藤原南家貞嗣流、少納言・藤原通憲（信西）の五男。官位は正三位・参議。

## 経歴
保元元年（1156年）保元の乱後に六位蔵人に任ぜられ、まもなく従五位下に叙爵。乱後に父・信西が権力を握ったため、脩憲も急速に昇進し、保元2年（1157年）従五位上・左兵衛佐、保元3年（1158年）正五位下、保元4年（1159年）左近衛少将に叙任される。しかし、同年12月に発生した平治の乱に連座し、解官の上で隠岐国への流罪となった。
翌永暦元年（1160年）平安京に召し返されて本位に復し、左近衛少将に還任される。またこの時、名を脩憲から脩範に改めている。その後は後白河上皇の近臣を務める傍ら、永暦2年（1161年）従四位下、長寛2年（1164年）従四位上、仁安2年（1167年）正四位下と累進し、承安4年（1174年）従三位に叙せられて公卿に列した。その後左京大夫を務め、寿永2年（1183年）正三位・参議に至るが、同年11月に醍醐寺で出家。兄・勝賢に従って真言宗を学んだ。
和歌に優れ、「別雷社歌合」などの作者であり、勅撰歌人として『千載和歌集』（3首）以下の勅撰和歌集に5首が入集している。

## 系譜
- 父：藤原通憲（信西）
- 母：藤原朝子（紀伊局） - 藤原兼永の娘
- 妻：平範家の娘
  - 長男：藤原範能
- 生母不詳の子女
  - 男子：範雅
  - 男子：範信
  - 男子：円顕
  - 女子：平忠房室